# Mohsen Al-Hashemi
Mohsen Al-Hashemi (Arabic:محسن الهاشمي) (sinh ngày 25 tháng 10 năm 1990) là một cầu thủ bóng đá người Các Tiểu vương quốc Ả Rập Thống nhất. Hiện tại anh thi đấu cho Baniyas.